# Родін Віктор Семенович
Віктор Семенович Родін (19 листопада 1928, с. Дубровки, нині Спаський район Пензенська область Російська Федерація — 17 вересня 2011, Москва) — радянський військовий діяч, генерал-полковник, член Військової Ради — начальник Політуправління Ракетних військ стратегічного призначення, член Військової Ради — начальник Політуправління Київського військового округу. Кандидат у члени ЦК КПРС у 1986—1990 роках. Депутат Верховної Ради Молдавської РСР 11-го скликання.

## Життєпис
У 1946—1949 роках — на радянській і комсомольській роботі, працював секретарем районного комітету ВЛКСМ в Пензенській області РРФСР.
З 1949 року служив у Радянській армії. Член ВКП(б) з 1950 року.
У 1951 році закінчив Ленінградське військово-політичне училище імені Енгельса. З 1951 року — на комсомольській роботі у військах: секретар комсомольської організації військової частини, помічник начальника політичного відділу спеціальних частин з комсомольської роботи, старший інструктор Політичного управління Червонопрапорного Уральського військового округу, начальник відділу — помічник начальника Політичного управління Червонопрапорного Уральського військового округу з комсомольської роботи.
З 1960 року — заступник командира полку з політичної частини. У 1964 році закінчив заочно Військово-політичну академію імені Леніна. З 1964 року — заступник начальника, а з 1966 року — начальник політичного відділу дивізії.
У 1967—1969 роках — слухач Військової академії Генерального штабу Збройних Сил СРСР, яку закінчив у 1969 році.
З 1969 року — 1-й заступник начальника політичного відділу армії, член Військової ради — начальник політичного відділу армії Ленінградського військового округу. З 1973 року — на військово-політичній роботі у Групі радянських військ в Німеччині. З 1975 року — 1-й заступник начальника Політичного управління Туркестанського військового округу.
У квітні 1977 — березні 1982 року — член Військової ради — начальник Політичного управління Червонопрапорного Туркестанського військового округу.
У березні 1982 — вересні 1984 року — член Військової ради — начальник Політичного управління Червонопрапорного Київського військового округу.
У вересні 1984 — грудні 1985 року — член Військової ради — начальник Політичного управління військ Південно-Західного напрямку.
У грудні 1985 — вересні 1991 року — член Військової Ради — начальник Політичного управління Ракетних військ стратегічного призначення.
З листопада 1991 року — звільнений в запас. Проживав у місті Москві.

## Звання
- генерал-лейтенант
- генерал-полковник (1982)

## Нагороди
- орден Жовтневої Революції (1985)
- орден Червоного Прапора (1980)
- два ордени Червоної Зірки (1967, 1979)
- орден «За службу Батьківщині в Збройних Силах СРСР» III-го ст. (1975)
- орден «За службу Батьківщині в Збройних Силах СРСР» II-го ст. (1990)
- медалі